# (13914) Galegant
(13914) Galegant (1980 LC1) – planetoida z pasa głównego asteroid okrążająca Słońce w ciągu 4,14 lat w średniej odległości 2,58 j.a. Odkryta 11 czerwca 1980 roku.